# Football Club Legnano 1935-1936
Questa pagina raccoglie le informazioni riguardanti il Football Club Legnano nelle competizioni ufficiali della stagione 1935-1936.

## Stagione
.

Angelo Simontacchi, al Legnano dal 1934 al 1936

Nella stagione 1935-1936 di Serie C il Legnano è inserito nel girone B; rispetto al campionato precedente, la rosa viene confermata, a fronte di alcuni innesti di giovani promettenti. I Lilla partono quindi favoriti per la promozione in Serie B, nonostante sia disponibile un solo posto per il passaggio alla categoria superiore.
Il Legnano disputa un campionato pessimo a causa dei forti problemi di ambientamento patiti da molti giocatori, chiudendo al 12º posto a 21 punti, a 24 lunghezze dalla Cremonese capolista e a pari punti con il Fanfulla, che rende necessario lo spareggio retrocessione. Le due squadre si affrontano sul campo neutro di Brescia il 31 maggio 1936 con il risultato finale di 3 a 1 per il Fanfulla, che decreta la seconda retrocessione consecutiva per i Lilla, questa volta in Prima Divisione regionale. Il Legnano viene poi ripescato nell'estate del 1936 dalla F.I.G.C. grazie all'allargamento del numero delle squadre partecipanti alla Serie C della stagione successiva.
In Coppa Italia il Legnano viene eliminato al terzo turno dalla Pro Vercelli. Al primo turno i Lilla battono il Lecco, mentre al secondo hanno ragione della Falck. Quest'ultimo incontro viene rattristato da un episodio tragico: al 55' un giocatore della Falck si accascia al suolo stroncato da un malore. L'incontro viene sospeso sul risultato di 2 a 0 per i Lilla e successivamente assegnato a tavolino al Legnano con lo stesso risultato per la rinuncia della Falck a continuare l'incontro.

## Divise
| Casa |

## Organigramma societario
Area direttiva
- Presidente: cav. ing. Giulio Riva

Area tecnica
- Allenatore: Enrico Crotti

## Rosa
| N. |                   | Ruolo | Calciatore        |
| -- | ----------------- | ----- | ----------------- |
|    | Italia (bandiera) | P     | Nino Almasio      |
|    | Italia (bandiera) | C     | Remo Banfi        |
|    | Italia (bandiera) | C     | Mario Bergamaschi |
|    | Italia (bandiera) | D     | Ugo Carnevali     |
|    | Italia (bandiera) | C     | Elio Castoldi     |
|    | Italia (bandiera) | P     | Bruno Colombo     |
|    | Italia (bandiera) | D     | Franco Colombo    |
|    | Italia (bandiera) | D     | Mario Colombo     |
|    | Italia (bandiera) | A     | Michele Colombo   |
|    | Italia (bandiera) | D     | Vittorio Colombo  |
|    | Italia (bandiera) | C     | Anacleto Comerio  |

| N. |                   | Ruolo | Calciatore           |
| -- | ----------------- | ----- | -------------------- |
|    | Italia (bandiera) | A     | Natale Commessar     |
|    | Italia (bandiera) | A     | Camillo Ferrè        |
|    | Italia (bandiera) | C     | Carlo Mainini        |
|    | Italia (bandiera) | C     | Leonardo Mocchetti   |
|    | Italia (bandiera) | C     | Guido Morelli        |
|    | Italia (bandiera) | C     | Pietro Nebuloni      |
|    | Italia (bandiera) | D     | Battista Padovan     |
|    | Italia (bandiera) | A     | Angelo Prandoni (II) |
|    | Italia (bandiera) | D     | Angelo Simontacchi   |
|    | Italia (bandiera) | A     | Angelo Solbiati      |
|    | Italia (bandiera) | P     | Umberto Vivian       |

## Risultati

### Serie C

#### Girone d'andata
| Arbitro: | Vignoni (Bergamo) |

|               |           |              |
| Olmi 52’, 60’ | Marcatori | 58’ Solbiati |

| Arbitro: | Camiolo (Milano) |

|                         |           |           |
| Comerio 25’ Morelli 47’ | Marcatori | 62’ Galli |

| Arbitro: | Tassini (Verona) |

|  |           |            |
|  | Marcatori | 15’ Arosio |

| Arbitro: | De Nobis (Roma) |

|                           |           |  |
| Gaddoni 11’ Ballerini 87’ | Marcatori |  |

| Arbitro: | Ferrari (Vicenza) |

|                             |           |                           |
| Ferrè 23’, 30’ Solbiati 44’ | Marcatori | 3’ Tagliasacchi 35’ Fibbi |

| Arbitro: | Caprioli (Mantova) |

|               |           |           |
| Mantovani 74’ | Marcatori | 59’ Ferrè |

| Legnano 10 novembre 1935 7ª giornata | Legnano           | 0 – 0 | Biellese | Stadio Comunale\| Arbitro: \| Beraldi (Oneglia) \| |
| Arbitro:                             | Beraldi (Oneglia) |       |          |                                                    |

| Arbitro: | Viarengo (Asti) |

|                                                                          |           |  |
| Rossetti 4’ Girometta 8’, 45’, 50’ Simontacchi 13’ (aut.) Cella 40’, 86’ | Marcatori |  |

| Arbitro: | Limido (Milano) |

|             |           |             |
| Comerio 74’ | Marcatori | 67’ Lodi II |

| Arbitro: | Perani (Bergamo) |

|                                 |           |           |
| Barboni 24’ (rig.) Ottolina 47’ | Marcatori | 70’ Ferrè |

| Arbitro: | Zilli (Reggio Emilia) |

|  |           |                                          |
|  | Marcatori | 15’ (aut.) Padovan 85’ (aut.) F. Colombo |

| Arbitro: | Tommei (Savona) |

|                            |           |                                      |
| Stocchi 15’ Del Grosso 55’ | Marcatori | 10’, 30’ Mi. Colombo 70’ Prandoni II |

| Arbitro: | Tagliapietra (Padova) |

|  |           |           |
|  | Marcatori | 75’ Boffi |

| Arbitro: | Scelfo (Savona) |

|           |           |               |
| Bossi 55’ | Marcatori | 43’ Commessar |

| Arbitro: | Brisca (Novara) |

|                         |           |            |
| Comerio 28’ Mainini 51’ | Marcatori | 39’ Peroni |

#### Girone di ritorno
| Arbitro: | Pecchiura (Torino) |

|  |           |                    |
|  | Marcatori | 28’ (aut.) Padovan |

| Arbitro: | Pedemonte (Genova) |

|                                                         |           |                            |
| Capra II 8’ Buzzoni 19’ Malinverno 21’, 37’ Biasini 65’ | Marcatori | 11’, 38’ Comerio 75’ Ferrè |

| Arbitro: | Viarengo (Asti) |

|  |           |                |
|  | Marcatori | 17’, 40’ Ferrè |

| Arbitro: | Forni (Treviso) |

|             |           |                           |
| Mainini 68’ | Marcatori | 53’ G. Benelli 81’ Zironi |

| Como 23 febbraio 1935 20ª giornata | Comense             | 0 – 2 A tav. | Legnano | Stadio Giuseppe Sinigaglia\| Arbitro: \| Morellato (Vicenza) \| |
| Arbitro:                           | Morellato (Vicenza) |              |         |                                                                 |

| Legnano 1º marzo 1936 21ª giornata | Legnano           | 0 – 0 | Gallaratese | Stadio Comunale\| Arbitro: \| Curradi (Firenze) \| |
| Arbitro:                           | Curradi (Firenze) |       |             |                                                    |

| Arbitro: | Gorini (Milano) |

|             |           |  |
| Caudera 81’ | Marcatori |  |

| Arbitro: | Anceschi (Genova) |

|                                          |           |                |
| Mi. Colombo 49’ Solbiati 54’ Morelli 87’ | Marcatori | 29’, 38’ Cella |

| Arbitro: | Cianci (Ancona) |

|                        |           |           |
| Cattaneo 12’ Livio 38’ | Marcatori | 55’ Ferrè |

| Arbitro: | Pasinato (Venezia) |

|                 |           |              |
| Prandoni II 35’ | Marcatori | 25’ Ottolina |

| Arbitro: | Coletti (Treviso) |

|                            |           |  |
| Biraghi 47’, 78’ Gatti 52’ | Marcatori |  |

| Arbitro: | Savio (Torino) |

|                 |           |                    |
| Prandoni II 76’ | Marcatori | 1’, 61’ Del Grosso |

| Arbitro: | Limido (Milano) |

|                  |           |  |
| Boffi 44’ (rig.) | Marcatori |  |

| Arbitro: | Viarengo (Asti) |

|                          |           |  |
| Solbiati 62’ Mainini 86’ | Marcatori |  |

| Omegna 10 maggio 1936 30ª giornata | Cusiana         | 0 – 0 | Legnano | Campo del Littorio\| Arbitro: \| Tommei (Savona) \| |
| Arbitro:                           | Tommei (Savona) |       |         |                                                     |

### Coppa Italia

#### Primo turno eliminatorio
| Arbitro: | Garzena (Voghera) |

|  |           |                  |
|  | Marcatori | 48’, 50’ Morelli |

#### Secondo turno eliminatorio
| Arbitro: | Savio (Torino) |

|                   |           |  |
| Solbiati 11’, 40’ | Marcatori |  |

#### Terzo turno eliminatorio
| Arbitro: | Ceccherini (Como) |

|                         |           |             |
| Barberis 13’ Degara 54’ | Marcatori | 74’ Mainini |

## Statistiche

### Statistiche di squadra
| Competizione | Punti | Totale | Totale | Totale | Totale | Totale | Totale | DR  |
| Competizione | Punti | G      | V      | N      | P      | Gf     | Gs     | DR  |
| ------------ | ----- | ------ | ------ | ------ | ------ | ------ | ------ | --- |
| Serie C      | 23    | 30     | 8      | 7      | 15     | 31     | 46     | -15 |
| Coppa Italia | -     | 3      | 2      | 0      | 1      | 5      | 2      | +3  |

### Statistiche dei giocatori
| Giocatore        | Serie C  | Serie C | Coppa Italia | Coppa Italia | Totale   | Totale |
| Giocatore        | Presenze | Reti    | Presenze     | Reti         | Presenze | Reti   |
| ---------------- | -------- | ------- | ------------ | ------------ | -------- | ------ |
| N. Almasio       | 21       | 0       | 2            | 0            | 23       | 0      |
| R. Banfi         | 13       | 0       | 0            | 0            | 13       | 0      |
| M. Bergamaschi   | 28       | 1       | 2            | 0            | 30       | 1      |
| U. Carnevali     | 22       | 0       | 1            | 0            | 23       | 0      |
| E. Castoldi      | 13       | 0       | 0            | 0            | 13       | 0      |
| B. Colombo       | 10       | 0       | 0            | 0            | 10       | 0      |
| F. Colombo       | 13       | 0       | 0            | 0            | 13       | 0      |
| Ma. Colombo      | 3        | 0       | 0            | 0            | 3        | 0      |
| Mi. Colombo      | 26       | 2       | 2            | 0            | 28       | 2      |
| V. Colombo       | 4        | 0       | 0            | 0            | 4        | 0      |
| A. Comerio       | 15       | 5       | 2            | 0            | 17       | 5      |
| N. Commessar     | 5        | 1       | 0            | 0            | 5        | 1      |
| C. Ferrè         | 15       | 8       | 0            | 0            | 15       | 8      |
| C. Mainini       | 18       | 3       | 2            | 1            | 20       | 4      |
| L. Mocchetti     | 2        | 0       | 0            | 0            | 2        | 0      |
| G. Morelli       | 13       | 2       | 1            | 2            | 14       | 4      |
| P. Nebuloni      | 5        | 0       | 0            | 0            | 5        | 0      |
| B. Padovan       | 27       | 0       | 2            | 0            | 29       | 0      |
| A. Prandoni (II) | 29       | 3       | 2            | 0            | 31       | 3      |
| A. Simontacchi   | 3        | 0       | 1            | 0            | 4        | 0      |
| A. Solbiati      | 19       | 4       | 1            | 0            | 20       | 4      |
| U. Vivian        | 14       | 0       | 1            | 0            | 15       | 0      |